# Miłyszyn
Miłyszyn (ukr. Милушин) – wieś położona na Ukrainie, w rejonie łuckim, w obwodzie wołyńskim, liczy 213 mieszkańców.